# Dendrona verruculata
Dendrona verruculata är en insektsart som först beskrevs av Stsl 1866.  Dendrona verruculata ingår i släktet Dendrona och familjen Flatidae. Inga underarter finns listade i Catalogue of Life.